# MD2
MD2 (Message-Digest algorithm 2) er en kryptografisk hashfunktion med en 128-bit (16 bytes) hashværdi. MD2 blev udviklet af Ronald Rivest i 1989. MD2 er specificeret i RFC 1319. Andre algoritmer er siden blevet udviklet, f.eks MD5 og SHA, som har færre svagheder. Der er løbende blevet fundet svagheder i MD2 algoritmen og i 2009 valgte Network Security Services (NSS) at anbefale udskiftning MD2 med andre mere sikre algoritmer.

## Eksempler
De efterfølgende eksempler viser hashværdier for en 43-byte ASCII streng:
```
 MD2("The quick brown fox jumps over the lazy dog")
  = 03d85a0d629d2c442e987525319fc471
```

En lille ændring i input strengen vil, med meget stor sandsynlighed, resultere i en helt anden hashværdi.
```
 MD2("The quick brown fox jumps over the lazy cog")
  = 6b890c9292668cdbbfda00a4ebf31f05
```

The hash of the zero-length string is:
```
 MD2("") = 8350e5a3e24c153df2275c9f80692773
```

## Generator
Denne side generer MD2 hash værdien fra en selv valgt ascii streng:
MD2 Hash Generator Arkiveret 9. februar 2011 hos  Wayback Machine